# The Dervish House
The Dervish House  är en science fiction-roman av Ian McDonald, utgiven 2010. Boken utspelar sig under en vecka i Istanbuls mystiska nära framtid, fem år efter det att Turkiet äntligen beviljats medlemskap i EU. Verket har belönats med den Brittiska science fiction sammanslutningens (BSFA) pris 2010 för bästa roman och nominerats till några ytterligare utmärkelser 2011.